# Tore Reginiussen
Tore Reginiussen (Alta, 10 de abril de 1986) é um futebolista profissional norueguês na posição de defensor.

## Carreira
Reginiussen começou sua carreira no futebol no time de sua cidade, o Alta IF. Em 2005, depois de receber propostas de times como o Brann e o Bodø/Glimt, ele assinou um contrato com o Tromsø IL. Em Janeiro de 2006 ele se juntou ao elenco do Tromsø. Em 28 de Fevereiro de 2006 ele fez sua estréia pelo Sub-21 da Noruega. No Alfheim ele se tornou num sucesso instantâneo, e depois da sua primeira temporada no Tromsø IL, ele foi eleito o jogador do ano pelo Isberget.
Em Junho de 2007, ele prolongou seu contrato com o Tromsø IL até o final de 2009.
No dia 14 de Novembro de 2008 foi revelado que Tore estaria embarcando para Inglaterra para um período de testes com o Blackburn Rovers, que o Tromsø tinha vendido um jogador recentemente. A mudança para Blackburn acabou não se concretizando. Em 21 de Dezembro de 2009 ele anunciou que estava saindo do clube[carece de fontes?] rumo ao Schalke 04, num contrato de três anos e meio.

### Posição
Reginiussen joga como zagueiro, mas ele pode também jogar como volante.

## Carreira internacional
Ele é atualmente um membro integrante do elenco da Seleção Norueguesa de Futebol, e desde Dezembro 2009 obteve 9 internacionalizações. Reginiussen teve 15 internacionalizações pela Seleção Sub-21 da Noruega e integrou também os Sub-17 e o Sub-15.

### Gols Internacionais
| # | Data           | Estádio, Cidade        | Adversário | Placar | Resultado | Competição |
| - | -------------- | ---------------------- | ---------- | ------ | --------- | ---------- |
| 1 | 20 Agosto 2008 | Ullevaal Stadion, Oslo | Irlanda    | 1 – 1  | Empate    | Amistoso   |

## Vida Pessoal
Seu irmão mais novo Mads integrou o elenco do Tromsø IL no começo de 2009 e seu outro irmão Christian joga pelo Alta IF. Seu pai é Torfinn Reginiussen.